# Harpographium congestum
Harpographium congestum är en svampart som först beskrevs av Berk. & Broome, och fick sitt nu gällande namn av Deighton 1974. Harpographium congestum ingår i släktet Harpographium, divisionen sporsäcksvampar och riket svampar.   Inga underarter finns listade i Catalogue of Life.